# Arènes de Picasso
Les arènes de Picasso, conçues par l'architecte espagnol Manuel Núñez Yanowsky en 1981 et inaugurées en 1985 sont un ensemble immobilier situé à Noisy-le-Grand, en France.

## Description

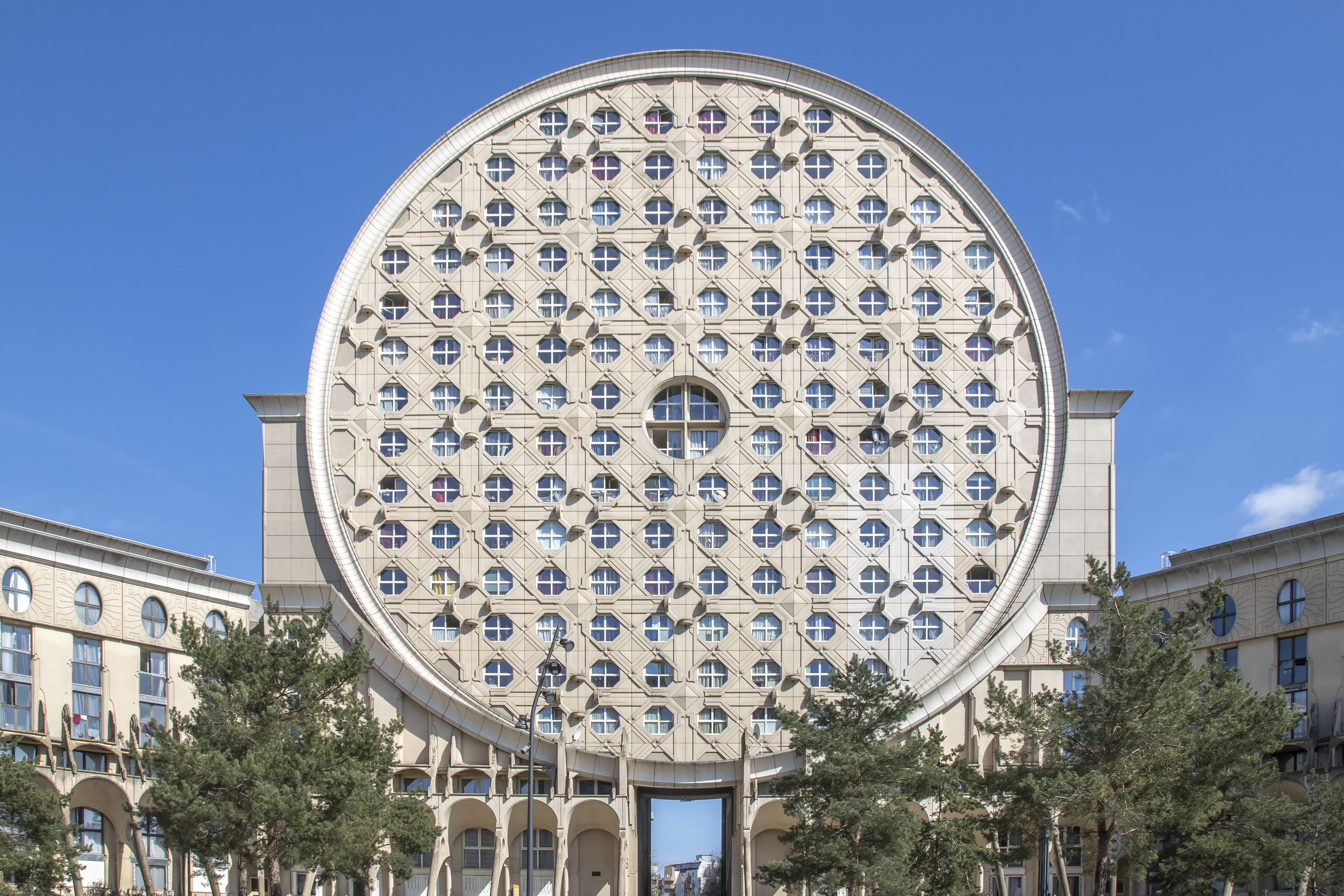
Façade de l'un des immeubles cylindriques.

L'ensemble immobilier est organisé autour de la place Pablo-Picasso, de forme octogonale. Deux axes, nord-sud et est-ouest, la traversent. Le pourtour de la place est intégralement bâti, à l'exception de son côté sud.
L'ensemble est principalement composé de bâtiments entourant une place. Aux deux extrémités, deux grands cylindres, dont l'axe est parallèle à l'équateur, sont encastrés dans les habitations. L'ensemble est une représentation abstraite d'un chariot renversé.
Les deux éléments caractéristiques de l'ensemble sont deux immeubles de forme cylindrique (surnommés les « camemberts » par les habitants), placés au-dessus des côtés ouest et est de la place.
L'ensemble regroupe 540 logements, une crèche, une école secondaire et d'autres installations scolaires, et des boutiques.

## Localisation
L'édifice est situé dans le département français de la Seine-Saint-Denis, sur la commune de Noisy-le-Grand, dans le quartier du Pavé-Neuf.

## Historique
La conception du projet est confiée à l'architecte espagnol Manuel Núñez Yanowsky en 1981. L'ensemble est inauguré en 1985.
Selon Christian de Portzamparc, analysant les villes nouvelles de la région parisienne : « [...] Núñez, les enfants gâtés des villes nouvelles. Quel autre lieu aurait pu en effet accueillir leurs délires architecturaux. Mais ils ont donné aux villes nouvelles les monuments qui leur faisaient défaut ».